# Acanthinus chalumeaui
Acanthinus chalumeaui es una especie de coleóptero de la familia Anthicidae.

## Distribución geográfica
Habita en Guadalupe (Francia) (América).